# Kajak kros

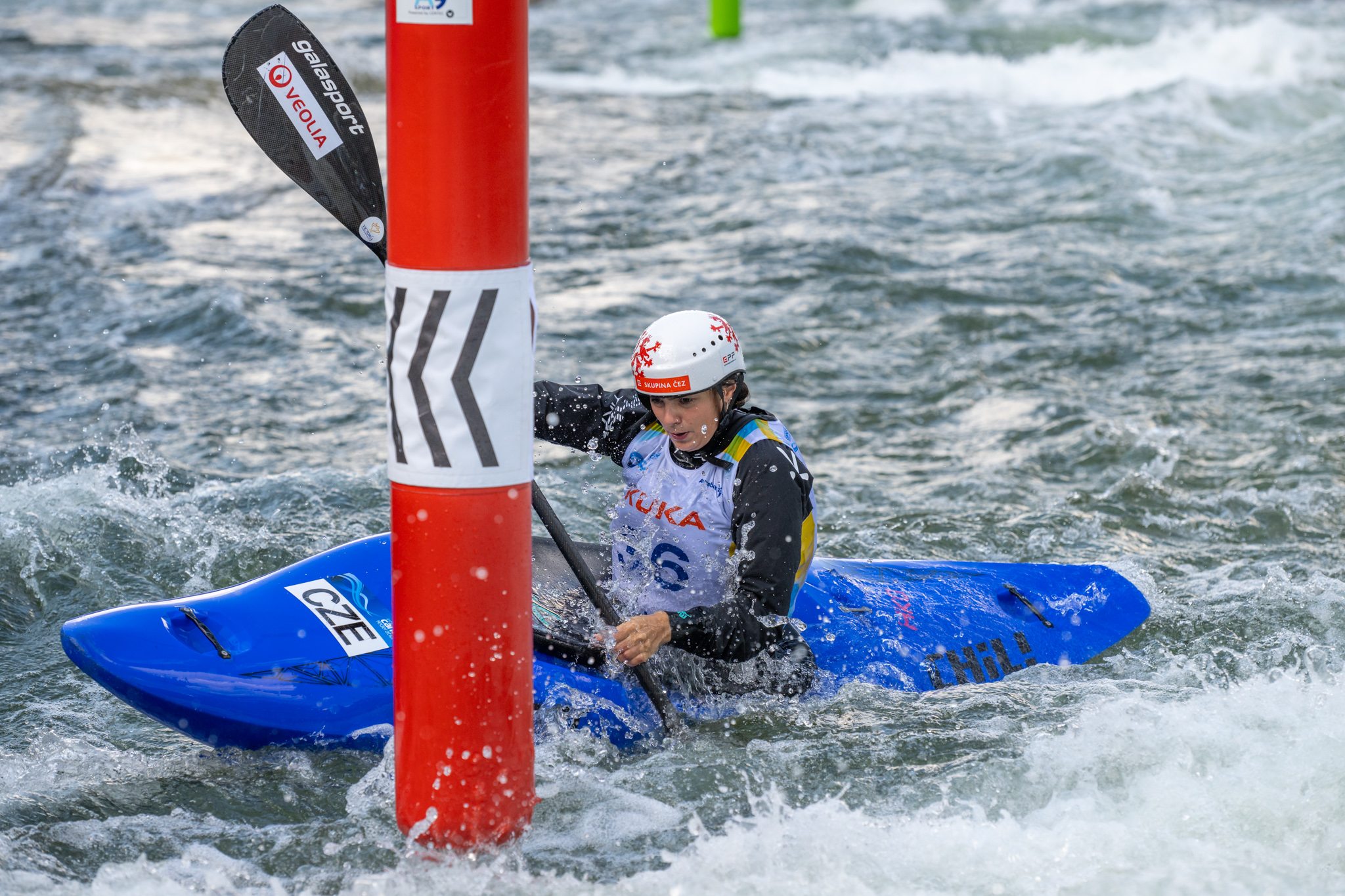
Kajak kros – Antonie Galušková objíždí protivodnou branku

Kajak kros (dříve extrémní kajak nebo extrémní slalom) je jedna z disciplín slalomu na divoké vodě. Je to mladý sport, který vznikl jako způsob zábavy a ve kterém se později začalo soutěžit.

## Historie
Historie tohoto odvětví není rozsáhlá. Jednou z příčin je počátek výroby plastových kajaků. Ty se začaly vyrábět koncem 80. let minulého století. Díky tomu se mohli designeři plně pustit do vymýšlení nových tvarů lodí pro různé účely a vznikla spousta dalších odvětví divoké vody. Jedním z prvních novodobých bylo rodeo, neboli freestyle na divoké vodě. Vznikla Česká národní asociace whitewater rodea (CNAWR) a pořádaly se stále větší závody, které divákům nabízely i podívanou, ale i různé fun slalomy, a nakonec i kajak krosy. Není přesně známo, kdy se konal první oficiální závod v této disciplíně. Kajakáři celého světa se však shodují na tom, že myšlenka vznikla v Evropě. V České republice se první oficiální kros jel v roce 2002 jako zpestření již zmíněných závodů ve freestylu. Až roku 2005 se vodáci z choceňské loděnice rozhodli uspořádat samostatný závod, po vzoru jiných evropských zemí. Tento první český kajak kros se paradoxně konal v Rakousku na jedné z nejoblíbenějších, ale také nejtěžších řek, Oetztaler Ache.

## Pravidla
Pravidla jsou obdobná jako u ski krosu nebo boarder krosu, tedy v jedné jízdě soutěží 4 závodníci na kajacích nebo singlech o postup do dalšího kola. Vítězem rozjížďky je ten, kdo jako první projede cílem.
Kategorie jsou mužské a ženské. Muži se dále dělí na kajakáře a singl kanoisty. Kvalifikace bývá nejčastěji obyčejná jízda na čas kombinovaná se slalomem, po kterých postupuje nejčastěji 32 nebo 64 nejrychlejších do hlavní soutěže. Potom už vždy startují po čtyřčlenných skupinkách a jezdí se vyřazovacím způsobem. Do každého dalšího kola postupují většinou první dva. O nasazení do skupin prvního a dalších kol rozhoduje přehledný postupový klíč předem sestavený tak, aby se nejrychlejší z kvalifikace utkali až ve finále. Při závodě dochází často ke střetům a úzký kontakt v mezích fair play je tolerovaný. Tato disciplína je řazena mezi tvrdší sporty.

### Trať
Závodí se na úseku řeky o délce kolem 200 až 300 m. Vybírají se ta nejzajímavější místa, kde jsou například četné překážky a technické pasáže, vlny a válce. V některých podmínkách, např. v Alpách, není nouze o různé skoky a vodopády. Na trati mohou být umístěny plovoucí bójky, které je nutné objíždět. Za chybné projetí tratě je závodník diskvalifikován.

### Vybavení
Nástup do závodu je podmíněn ochranným vybavením každého vodáka, tedy plovací vestou a přilbou. Parametry lodě jsou přesně určeny, musí být plastová a vybavena nafukovacími vaky ve špičkách pro snazší záchranu. Nesmí to být slalomový ani sjezdový speciál. Ze strategických důvodů volí závodníci delší a objemnější lodě, které jsou rychlé.

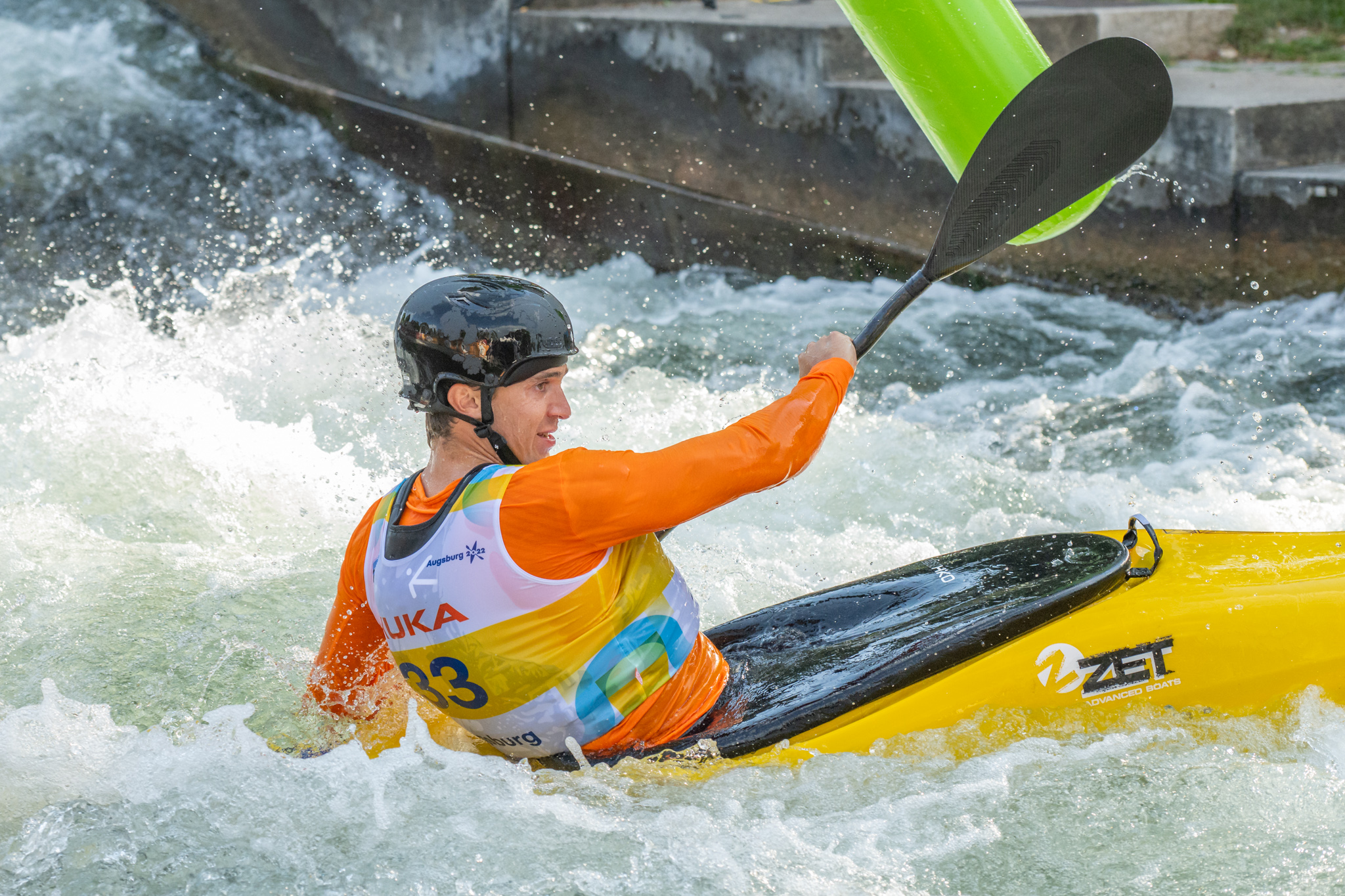
V kajak krosu je oproti ostatním disciplínám vodního slalomu dovoleno odhození branky pádlem

## Dnešní závodění
V roce 2008 vznikla v ČR nová sesterská asociace CNAWRu, EKC (Extreme kayak club), která si vzala pod křídla právě pořádání samostatných kajak krosů. Pohár v krosu na divoké vodě se skládá z pěti závodů. První dva se jezdí na jaře, a to na Kamenici a na Labi. Další dva jsou spojeny s utkáním v rodeu. Vrcholný závod a zlatý hřeb sezóny se koná na konci léta na Vltavě v úseku Čertovy proudy. Mezinárodní závody se konají především v Alpách, v Rakousku, Itálii, Švýcarsku, ve všech zemích, kde tečou divoké řeky. První mistrovství světa se konalo v roce 2007 na již zmíněné Otztaler Ache v Rakousku. Tato disciplína se rázem stala nejoblíbenější mezi vodáky a zažívá prudký vzestup.
V roce 2017 byl kajak kros jako disciplína poprvé zařazen na program mistrovství světa ve vodním slalomu.

## Odvozený snowkajak kros
Jelikož je sezona krátká, vodáci nelenili a začali závodit v krosu v zimě. Jen ne na vodě, ale na sněhu. Vznikl další sport, a to snowkajak kros. Letos[kdy?] se konalo již třetí mistrovství světa. V historii tohoto odvětví má ČR velké úspěchy, například druhé místo v halovém mistrovství 2007 v Nizozemsku (Tomáš Mahring) a titul vicemistryně světa 2008 z rakouského Lienzu (Zuzana Trnková).